# Площадь Народного Единства
Площадь Народного Единства (до 2005 года Скоба́) — площадь в историческом центре Нижнего Новгорода, являющаяся культурной достопримечательностью города.
Располагается возле Ивановской башни Кремля. На ней расположены церковь Рождества Иоанна Предтечи и памятник Минину и Пожарскому. От неё берёт своё начало улица Рождественская.

## Названия
С советского времени до 2005 года площадь именовалась Скобой из-за расположенного рядом дома в виде скобы. Он находился напротив памятника Минину и Пожарскому. Однако название у площади скорее было народным, чем официальным. Большинство коренных нижегородцев (горьковчан) до сих пор называют эту площадь «Скобой».
В декабре 2005 года по решению Городской думы Нижнего Новгорода площади было присвоено официальное название «площадь Народного Единства». Оно было выбрано путём голосования депутатов. Среди прочих наименований были: «Площадь Воззвания», «Ивановская площадь» и «Соборная площадь».
Название площади тесно связано с Днём народного единства, который отмечается 4 ноября с 2005 года.

## История площади

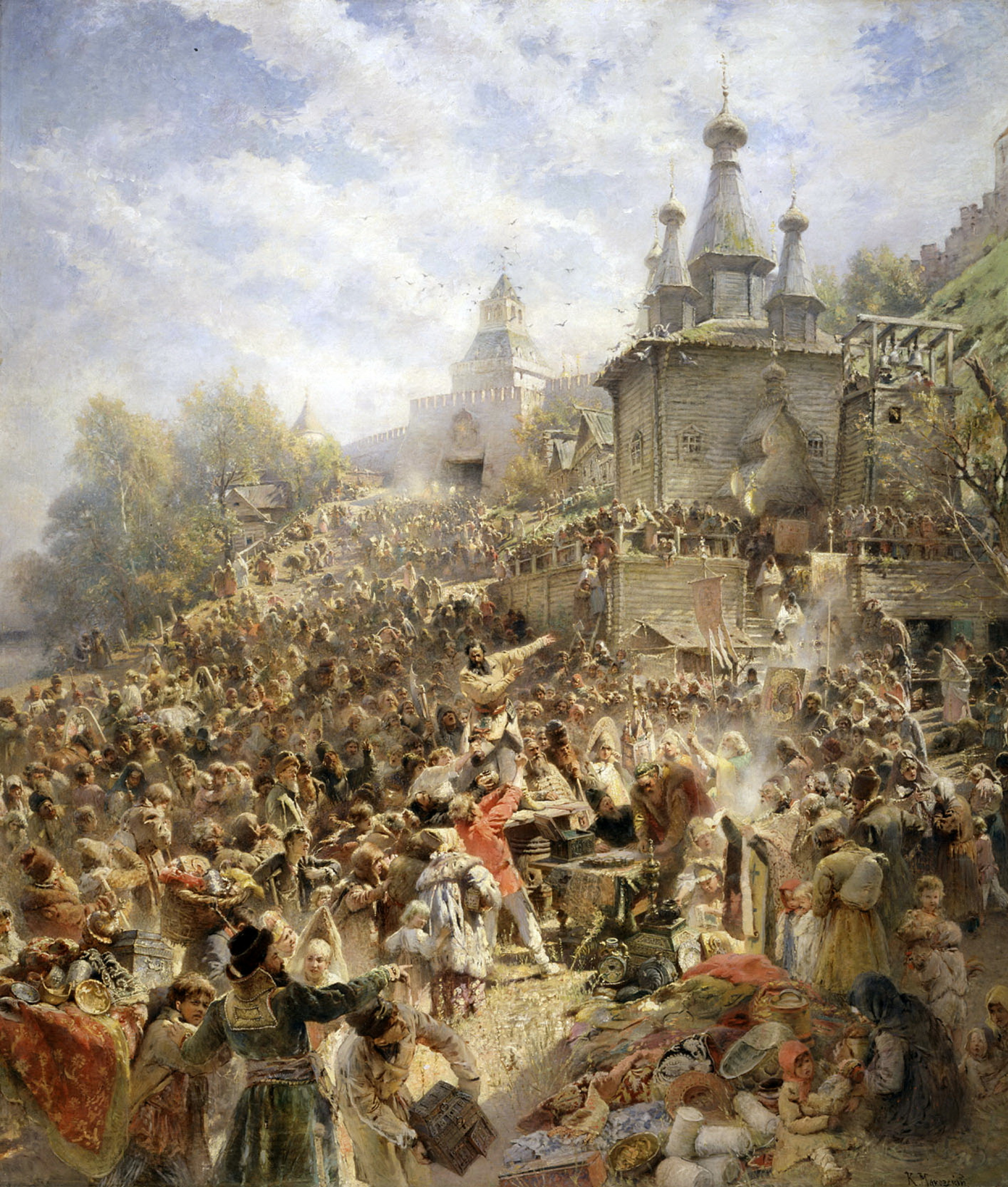
Кузьма Минин на площади возле церкви Иоанна Предтечи, призывающий народ к пожертвованиям.
К. Е. Маковский (1896 год)

В XIII-XIV веках площадь начали заселять колонисты из Владимиро-Суздальского княжества. Затем на прилегающих к ней улицам начали появляться жилые застройки.
В XVI веке посад, находившийся на Зеленском съезде, переехал на площадь перед небольшой деревянной церковью. Так образовался нижний посад (позднее нижний базар). Он, наравне с верхним посадом, обеспечивал нижегородцев и приезжих различными товарами. Просуществовал нижний базар на площади вплоть до начала XX века.

### Смутное время
Площадь сыграла свою главную роль в Смутное время. Москва была оккупирована поляками. В Московском Кремле находился польско-литовский гарнизон под командованием Александра Гонсевского.
Таким положением дел довольны были не все. Население городов страдало от польских захватчиков. Земский староста Кузьма Минин, избранный на эту должность в начале сентября 1611 года, начал призывы к освободительной борьбе среди посадских людей. В этом он был поддержан городским советом Нижнего Новгорода, воеводами, духовенством и служилыми людьми. После его речи было решено провести собрание нижегородцев. Горожане сначала отстояли молебен в кремлёвском Спасо-Преображенском соборе. После чего Минин с паперти, тогда ещё, деревянной церкви Иоанна Предтечи обратился к народу с призывом к освободительной борьбе против польской интервенции. Народ одобрил слова старосты. Жители не ограничились добровольными взносами и подписали «приговор» о сдаче для ополчения, в обязательном порядке, части своего имущества. 
После сбора средств Минин поставил вопрос о выборе военачальника народного ополчения. После непродолжительных уговоров, таким человеком стал князь Дмитрий Пожарский. Под его предводительством ополчение двинулось на Москву, освобождать её от поляков.

### Нижний посад

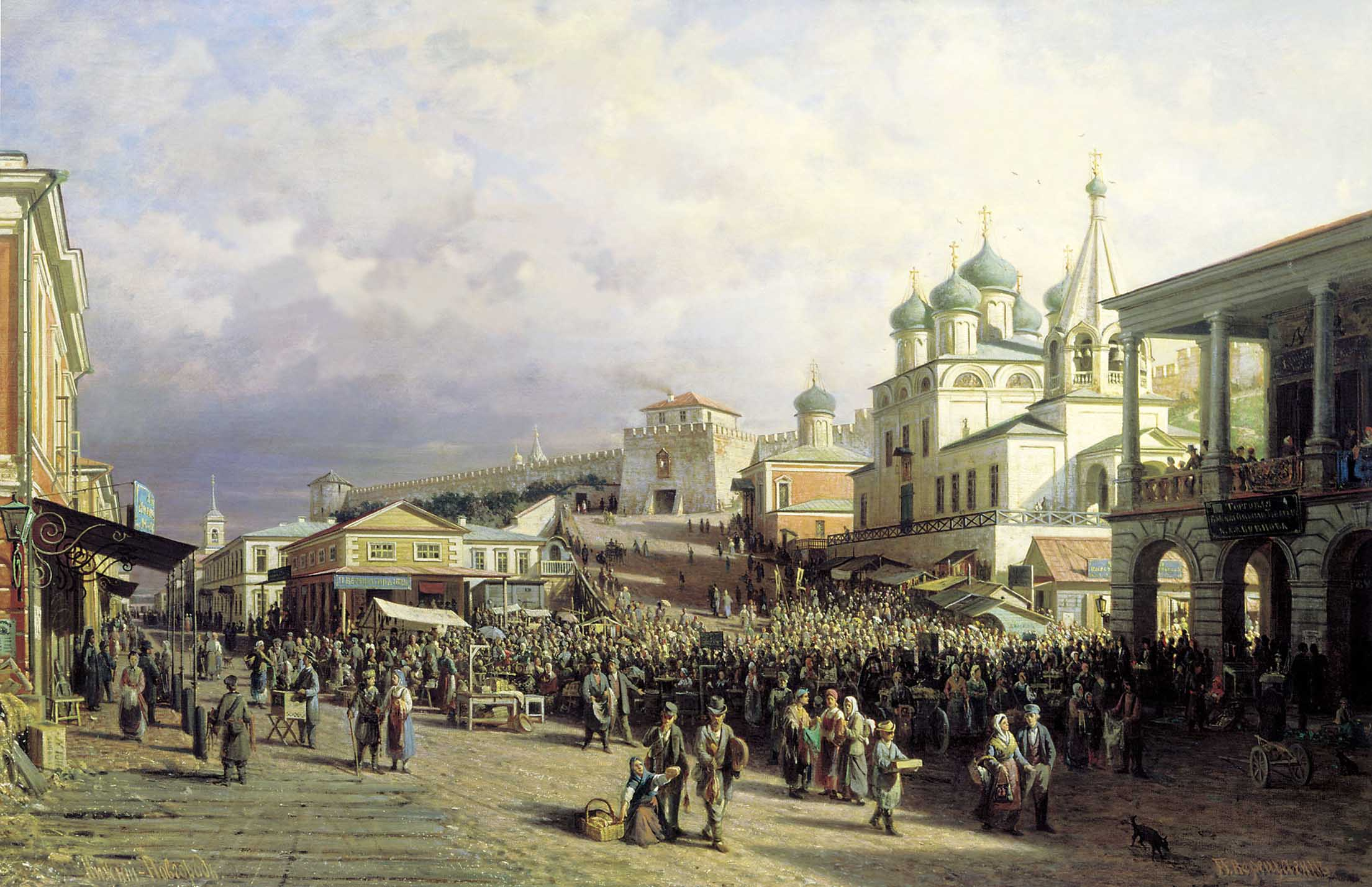
Вид на нижний базар, Церковь Иоанна Предтечи и Ивановскую башню Кремля.
П.П. Верещагин (1872 год)

C XIX века за площадью закрепилось прозвище «Миллиошка», так как на ней было огромное сборище местных босяков и бродяг. Здесь же находился ночлежный дом купца Николая Бугрова; в нём происходили события повести «На дне» Максима Горького. Застройку площади тогда составляли складские помещения и торговые ряды.
Нижегородский краевед Николай Храмцовский описывал площадь таким образом: 
В Посадском рынке со стороны Живоносновской улицы торгуют разной разностью: старым железом, балалайками, простым табаком и книгами. Несколько выше казарм, у самой кремлёвской стены, стоит церковь Живоносного источника. Несколько ниже казарм, на Волге, находятся пристанские конторы Камско-Волжского пароходства и общества под фирмой «Меркурий», к которым пристают пароходы с открытия навигации до ярмарки. Далее казарм берег Волги не обделан и пуст, только под разрушенной частью кремлёвской стены, как птичьи гнёзда, лепятся несколько маленьких ветхих домиков, назначенных по новому плану к сломке, — здесь в начале XVII столетия была одна из Стрелецких слобод.
Деревянная церковь Иоанна Предтечи была перестроена в кирпичную в 1839 году. Вокруг неё были убраны деревянные торговые лавки. Затем, чуть позже, к церкви была пристроена шатровая часовня Александра Невского и надстроена колокольня. В 1899 году после разрыва внутри храма железной связи переложен алтарь.
Ивановская башня Кремля с 1786 по 1788 годы использовалась, как тюрьма. Затем в ней до 1887 года располагались полицейский участок и пожарная часть. В 1896 году на площади открылась станция кремлёвского элеватора (фуникулёра), в рамках проведения Всероссийской выставки.

### Скоба

Скоба в Горьком. Сквер на месте снесённого гостиного двора. 1958 год

После Октябрьской революции облик площади снова стал меняться. В 1937 году была закрыта Ивановская церковь, а её настоятель был расстрелян. В то же время храм был перестроен в, так называемый, «гражданский вид» и частично использовался как коммунальное жильё. Затем он долгое время пустовал и, в последние советские годы, был отдан под спортивную школу мотоциклистов «ДОСААФ». Также, в советское время, был снесён гостиный двор для посадских купцов. Рождественская улица, которая начиналась от Ивановской церкви, была переименована в Кооперативную, а затем в улицу Маяковского. В 1924 году был запущен участок трамвайной линии по Зеленскому съезду. В связи с этим, в 1927 году, был закрыт кремлёвский элеватор. Также был закрыт и переделан под коммунальные квартиры ночлежный дом. В 1954 году на площади был разбит сквер с фонтаном. Часть дома была засыпана оползнем в 1960-е.
В 1929 году была закрыта и разобрана церковь Николая Чудотворца. На её месте был построен Горьковский дом моделей, в котором теперь расположен бизнес-центр «Муравей». Также была снесена церковь Казанской иконы Божьей Матери, восстановленная в новых формах в 2005—2012 годах.

### Современная Россия

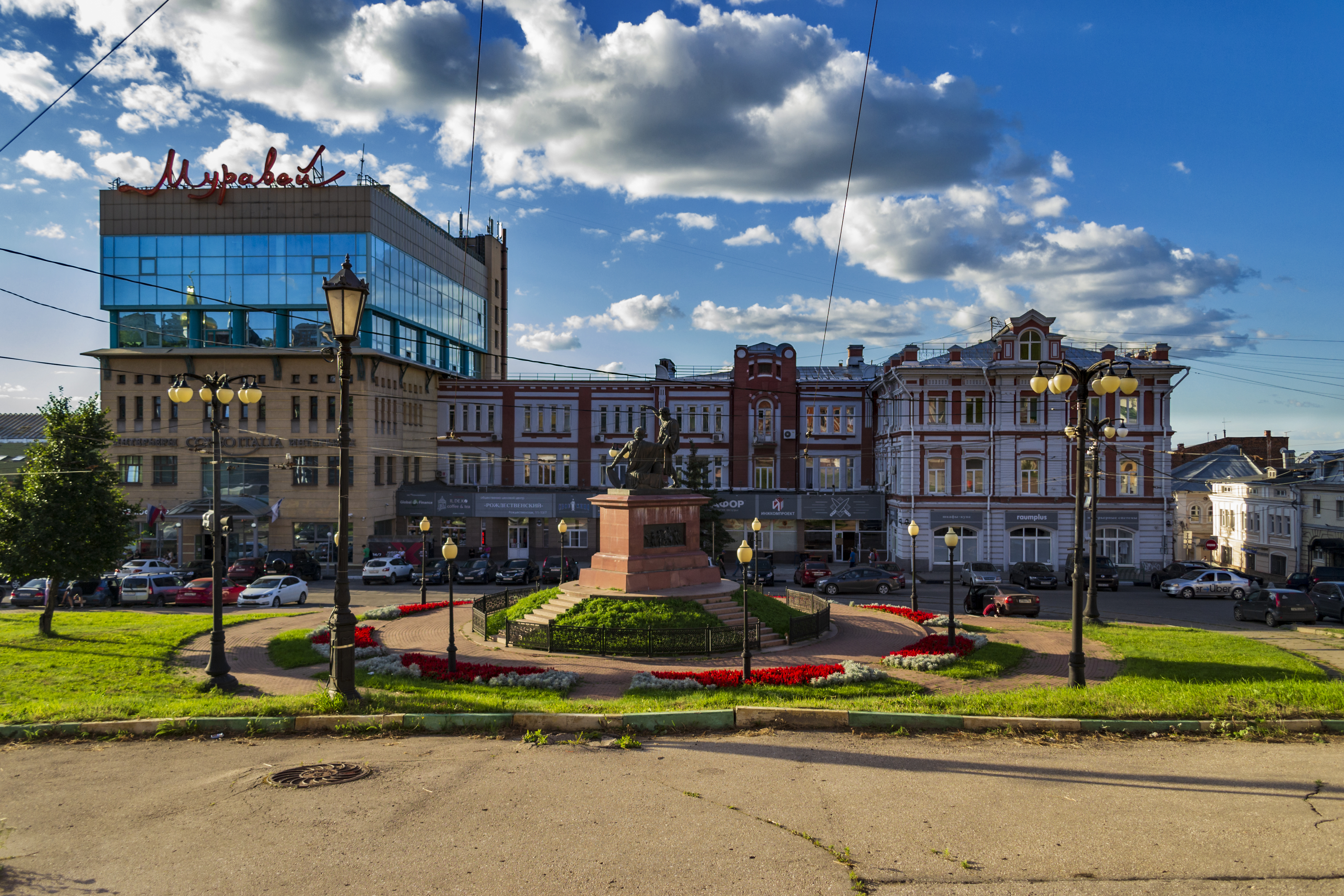
Площадь со стороны ночлежного дома Бугрова

В июне 2004 года началось восстановление церкви Иоанна Предтечи. Средства на восстановление были получены от меценатов, из 67 млн. рублей 60 млн. были вложены Балахнинским ЦБК. 4 ноября 2005 года церковь была освящена Патриархом Московским и всея Руси Алексием II. В тот же день был открыт памятник Минину и Пожарскому.